# Техніка оцінювання та аналізу програм

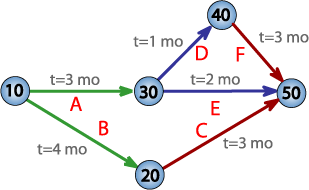
Мережева діаграма PERT для проєкту тривалістю в сім місяців з п'ятьма віхами (від 10 до 50) і шістьма діяльностями (від A до F).

Program (Project) Evaluation and Review Technique (скорочено — PERT) — техніка оцінки та аналізу програм (проєктів), яка використовується при управлінні проєктами. PERT — це спосіб аналізу завдань, необхідних для виконання проєкту. Особливо, аналізу часу, який потрібен для виконання кожної окремої задачі, а також визначення мінімального необхідного часу для виконання всього проєкту.
PERT був розроблений головним чином для спрощення планування на папері та створення графіків великих і складних проєктів. PERT призначений для масштабних, унікальних, складних, нерутинних проєктів. Метод передбачав наявність невизначеності, даючи можливість розробити робочий графік проєкту без точного знання деталей і необхідного часу для всіх його складових.
Найпопулярнішою частиною PERT є Метод критичного шляху, що спирається на побудову мережного графіка (мережеві діаграми PERT).

## Історія
Була розроблена в 1958 році консалтинговою фірмою «Буз, Ален і Гамільтон» спільно з корпорацією «Локхед» на замовлення Підрозділу спеціальних проєктів ВМС США у складі  Міністерства оборони США для проєкту створення ракетної системи «Поларіс» (Polaris). Проєкт «Поларіс» був відповіддю на кризу, що настала після запуску Радянським Союзом першого космічного супутника.

## Мережеві діаграми PERT
Найвідоміша частина PERT — це діаграми взаємозв'язків робіт і подій. Пропонує використовувати діаграми-графи з роботами на вузлах, з подіями на стрілках (мережеві графіки), а також діаграми Ганта.
Діаграма PERT з роботами на стрілках являє собою множину точок-вершин (події) разом з їх з'єднуючими орієнтованими дугами (роботи). Будь-якій дузі, що розглядається як якась робота з-поміж потрібних для здійснення проєкту, приписуються визначені кількісні характеристики. Це — обсяги виділених на дану роботу ресурсів і, відповідно, її очікувана тривалість (довжина дуги). Будь-яка вершина інтерпретується як подія завершення робіт, представлених дугами, які входять в неї, і одночасно початку робіт, що відображаються дугами, що виходять звідти. Таким чином відображається той факт, що жодну з робіт не можна розпочати перш ніж будуть виконані всі роботи, що передують їй згідно з технологією реалізації проєкту. Початок цього процесу — вершина без вхідних, а закінчення — вершина без вихідних дуг. Решта вершин повинні мати і ті, й інші дуги.
Послідовність дуг, в якій кінець кожної попередньої збігається з початком наступної, трактується як шлях від відправної вершини до завершальної, а сума довжин таких дуг — як його тривалість. Зазвичай початок і кінець реалізації проєкту є пов'язані множиною шляхів, довжини яких відрізняються. Найбільша з них визначає мінімально можливу (при зафіксованих характеристиках дуг графа) тривалість усього проєкту. Відповідний шлях — це критичний шлях, тобто саме від тривалості складових його робіт залежить загальна тривалість проєкту, хоча при зміні тривалості будь-яких робіт проєкту критичним може стати й інший шлях.